# 尤恩·阿代尔·惠特克
尤恩·阿代尔·惠特克（英語：Ewen Adair Whitaker，1922年6月22日—2016年10月11日），英国天文学家，专门从事月球研究。

## 生平
第二次世界大战期间，他主要从事为在法国的盟军车辆供给汽油的英吉利海峡海底管道（PLUTO）铅护套的质量控制。战后，他在格林尼治皇家天文台从事恒星紫外光谱的研究，但对月球研究产生了深厚兴趣。作为副业，惠特克于1954年绘制并发表了第一张精确的月球南极图，并担任了英国皇家天文学会月球部主任。
1955年，惠特克在国际天文联合会都柏林大会上 ，遇见了美国威斯康辛州叶凯士天文台台长杰拉德·彼得·柯伊伯博士，他被柯伊伯邀请参加在凯士天文台刚起步的制作高品质月球摄影地图集的项目。随着前苏联斯普特尼克1号的发射，太空时代的黎明来临，很快公众目光就聚集到了美国国家航空航天局。
1960年，惠特克跟随柯伊伯进入了亚利桑那大学月球项目组。该小组很快就发展成为拥有300多名科学家、技术人员以及后勤保障人员的月球与行星实验室(LPL)。在此拍摄的月球正射影像（给出了月表上的精准定位）以及精制的月面地图集（为宇航员显示了整个月球正面的视图）被证明对以后的登月计划及操作运行起到了非常宝贵的作用。惠特克参与了美国宇航局的多项任务，包括成功定位到了勘测者3号的着陆点，后被用作阿波罗12号飞船的着陆地点，阿波罗12号宇航员就此找到了勘测者3号着陆器。
惠特克被认为是世界上著名的月球测绘和命名专家。他曾活跃在国际天文学联合会月球命名小组。1999年他出版一部介绍月球测绘和命名史的书籍-《月球的测绘和命名》。
1978年，惠特克以名誉科学家的身份从月球与行星实验室退休，直到2016年10月11日去世，他一直居住在亚利桑那图森，他的妻子贝里尔（Beryl）则在2013年去世。

## NASA 团队
- 与杰拉德·柯伊伯、哈罗德·尤里、克吉恩·舒梅克等共同负责月球徘徊者项目；为徘徊者6号和徘徊者7号选择月表撞击点，其中徘徊者7号为首艘获得月表特写图像的探测器。
- 月球勘测者系列的电视研究小组成员，定位了勘测者系列探测器的四个着陆点，其中勘测者3号的位置也被选为阿波罗12号宇航员的着陆点。
- 月球轨道器5号选址小组成员，在最终的目标清单中选择了四个地点。
- 阿波罗轨道摄影小组成员，向轨道上的宇航员通报任务以及为13、15和16号任务做的备份。

## 其它成就
- 率先应用兹维基紫外/红外差分技术拍摄月球，绘制出月表不同区域的化学成分，该项研究成果也被用于为阿波罗项目选址。
- 发现并大致测定了天王星的第五颗卫星-米兰达的轨道偏心率和倾角，他发明了一种简单的轨道盘测量方法，使精度提高了10倍（较早年的）。
- 与同事D. W.亚瑟一起为月盘边沿上60座无名坑命名了新名，这些名字均已被国际上采纳。他也选择了月球背面14座陨石坑来纪念挑战者号和哥伦比亚号航天飞机失事中罹难的宇航员，这些也被国际上所接受。
- 相当自信地确定了伽利略所绘制月图及《星空信使》各部分的创作时间。
- 设计了一种用于指定月球背面未命名陨石坑字母的逻辑关系，并被一致同意由国际天文学联合会从2006年起正式启用。
- 退休很久后，他又对望远镜历史作出了贡献，他制作了一架由16世纪伦纳德·迪格斯设计的，能放宽图像视场的仪器[4]。

## 著作
超过130件地图册、报告、论文、文章、评论、书籍章节和信件等，下面给出了一些较为重要的：
- 1960年与杰拉德·柯伊伯等其它3人共同完成了《月球摄影图集》；
- 1960年/1961年与杰拉德·柯伊伯及另1人共同完成了《月球正射摄影图集》；
- 1963年与另外3人共同完成了《精制月面摄影图集》；
- 1963年与另外4人完成了《合并的月面摄影图集》；
- 1968年撰写了《定位勘测者探测器》；
- 1969年发表《月面光环的调查》；
- 1972年发表《雨海熔岩流与边界颜色的关系》；
- 1972年发表《人造月球撞击坑；4个新标识》；
- 1973年发表《米兰达的轨道偏心率和倾角以及其它》；
- 1976年发表《内太阳系撞击体的数量及其它》；
- 1978年发表《伽利略的月球观测资料及星空信使的创作时间》；
- 1981年发表《月球风暴洋盆地》；
- 1982年发表《美国宇航局月球地名目录及其他》；
- 1986年发表《亚利桑那大学月球和行星实验室的创建及早期》；
- 1989年发表《十七世纪月面学》
- 1999年出版《月球的测绘和命名》（一部242页的书）；
- 2007年发表《东方海：位于西部的东方之海》；
- 2007年发表《再探迪格斯-伯恩望远镜》；
- 2009年发表《前两个世纪对月球的描述和测绘》。

## 其他褒奖
- 1969年寄自尼克松总统的私人表扬信，表扬他找到了勘测者3号的着陆位置，使阿波罗12号的宇航员能够在附近着陆并将零件带回实验室检查。
- 1982年获英国天文学协会颁发的沃尔特·古达克奖章，以表彰他对月球知识的贡献。
- 2000年以惠特克之名命名的小行星 7948。
- 2008年，应佛罗伦萨科学史研究和博物馆馆长之邀，惠特克撰写了一篇4500多字的有关月球观察和测绘史的图文并茂的文章，从1800年的达·芬奇一直谈到1978年对伽利略绘制于1609年月面图的测定。这些都被摆放在2009年斯特罗齐宫举办的大型展览中。

上述信息来源于：
1. 亚利桑那大学月球与行星实验室（尤恩·阿代尔·惠特克个人履历和作品列表）；
2. 2010年版《美国名人录》；
3. 主题部分，惠特克先生完全重写了导言部分，2010年5月29日，由惠特克斯的一位朋友和临时访客加入。2014年添加了一些小的更新。

## 备注
1. ↑  .   [2017-09-16]. （原始内容存档于2018-01-13）.
2. ↑  .   [2017-09-16]. （原始内容存档于2019-04-22）.
3. ↑  IAU on-line member directory, October 2014]
4. ↑   (PDF).   [2022-06-22]. （原始内容 (PDF)存档于2021-11-20）.